# Altenkirchen (Rügen)
Pour les articles homonymes, voir Altenkirchen (homonymie).
Altenkirchen est une commune sur l'île de Rügen, dans l'arrondissement de Poméranie-Occidentale-Rügen, Land de Mecklembourg-Poméranie-Occidentale.

## Géographie
Au cœur de la péninsule de Wittow, Altenkirchen se situe entre la Tromper Wiek à l'est et la mer Baltique au nord.
Au nord de la commune, commence un sentier le long de la falaise jusqu'au cap Arkona.
La commune comprend les quartiers d'Altenkirchen, Drewoldke, Gudderitz, Lanckensburg, Mattchow, Schwarbe, Presenske, Wollin, Zühlitz.

## Histoire
La construction de l'église commence probablement en 1185. Elle s'appuie sur une statue de Svantovít du cap Arkona. Ludwig Gotthard Kosegarten en fut le pasteur de 1792 à 1808.

## Personnalités liées à la commune
- Barthold von Krakewitz (1582–1642), théologien luthérien, superintendant de Poméranie.
- Ludwig Gotthard Kosegarten (1758–1818), poète, pasteur de l'église.
- Friedrich Wilhelm von Schubert (1788–1856), théologien luthérien, pasteur de l'église.
- Oskar von Sydow (1811–1886), théologien luthérien, pasteur de l'église.
- Alwill Baier (1811–1892), philosophe et théologien.
- Otto Fock (1819–1872), théologien et historien.
- Paul Bader (1865–1945), homme politique (SPD).
- Richard Kabisch (1868–1914), théologien.
- Paul Lockenvitz (1868–1914), homme politique (DDP).

## Source, notes et références
- (de) Cet article est partiellement ou en totalité issu de l’article de Wikipédia en allemand intitulé « Altenkirchen (Rügen) » (voir la liste des auteurs).